# Algarve-Cup 1998
Der Algarve-Cup 1998 war die fünfte Austragung des jährlich stattfindenden Turniers für Frauenfußball-Nationalmannschaften und fand zwischen dem 15. und 21. März 1998 an der portugiesischen Algarve statt. Der Titelverteidiger Norwegen gewann das Turnier vor Dänemark und den USA.

## Teilnehmende Mannschaften
An dem Einladungsturnier nahmen 1998 acht Mannschaften teil.
| - Dänemark - Finnland - Niederlande - Norwegen (Titelverteidiger) | - Portugal (Gastgeber) - Schweden - USA - China |

## Turnierverlauf
Die acht teilnehmenden Mannschaften wurden in zwei Gruppen aufgeteilt und trafen in einem Rundenturnier aufeinander. In der anschließenden Finalrunde spielten die Gruppenvierten, Gruppendritten und Gruppenzweiten um die Plätze sieben, fünf und drei sowie die Gruppensieger im Finale um den Turniersieg.

### Gruppenphase
Gruppe A
| Pl. | Land     | Sp. | S | U | N | Tore    | Diff. | Punkte |
| --- | -------- | --- | - | - | - | ------- | ----- | ------ |
| 1.  | Norwegen | 3   | 2 | 0 | 1 | 005:200 | +3    | 06     |
| 2.  | USA      | 3   | 2 | 0 | 1 | 007:500 | +2    | 06     |
| 3.  | China    | 3   | 2 | 0 | 1 | 003:400 | −1    | 06     |
| 4.  | Finnland | 3   | 0 | 0 | 3 | 000:400 | −4    | 0      |

|                        |   |          |     |
| 15. März 1998 in Olhão |   |          |     |
| Norwegen               | – | China    | 0:1 |
| USA                    | – | Finnland | 2:0 |
| 17. März 1998 in Loulé |   |          |     |
| Norwegen               | – | Finnland | 1:0 |
| USA                    | – | China    | 4:1 |
| 19. März 1998 in Lagos |   |          |     |
| Norwegen               | – | USA      | 4:1 |
| China                  | – | Finnland | 1:0 |

Gruppe B
| Pl. | Land        | Sp. | S | U | N | Tore    | Diff. | Punkte |
| --- | ----------- | --- | - | - | - | ------- | ----- | ------ |
| 1.  | Dänemark    | 3   | 2 | 1 | 0 | 008:000 | +8    | 07     |
| 2.  | Schweden    | 3   | 2 | 1 | 0 | 003:000 | +3    | 07     |
| 3.  | Niederlande | 3   | 1 | 0 | 2 | 002:800 | −6    | 03     |
| 4.  | Portugal    | 3   | 0 | 0 | 3 | 001:600 | −5    | 0      |

|                                             |   |             |     |
| 15. März 1998 in Vila Real de Santo António |   |             |     |
| Dänemark                                    | – | Schweden    | 0:0 |
| Niederlande                                 | – | Portugal    | 2:1 |
| 17. März 1998 in Silves                     |   |             |     |
| Schweden                                    | – | Portugal    | 2:0 |
| Dänemark                                    | – | Niederlande | 6:0 |
| 19. März 1998 in Montechoro                 |   |             |     |
| Dänemark                                    | – | Portugal    | 2:0 |
| Schweden                                    | – | Niederlande | 1:0 |

### Finalrunde
Spiel um Platz 7
|                          |   |          |                |
| 21. März 1998 in Paderne |   |          |                |
| Portugal                 | – | Finnland | 2:2, 4:2 i. E. |

Spiel um Platz 5
|                        |   |             |     |
| 21. März 1998 in Lagoa |   |             |     |
| China                  | – | Niederlande | 3:2 |

Spiel um Platz 3
|                            |   |          |     |
| 21. März 1998 in Quarteira |   |          |     |
| USA                        | – | Schweden | 3:1 |

### Finale
| Norwegen                                     | Norwegen | Dänemark | Dänemark |
| -------------------------------------------- | --- | --- | -------- |
| Norwegen                                     | \| 21. März 1998 in Loulé \| \| Ergebnis: 4:1 (1:0) \| \| Zuschauer: 648 \| \| Schiedsrichterin: Ingrid Jonsson ( Schweden) \| \| Spielbericht \| | \| 21. März 1998 in Loulé \| \| Ergebnis: 4:1 (1:0) \| \| Zuschauer: 648 \| \| Schiedsrichterin: Ingrid Jonsson ( Schweden) \| \| Spielbericht \| | Dänemark |
| Norwegen                                     | Bente Nordby • Gøril Kringen, Linda Medalen, Anne Nymark Andersen, Henriette Viker (46. Elisabeth Fagereng) • Hege Riise (46. Silje Jørgensen), Unni Lehn (76. Brit Sandaune), Monica Knudsen (83. Monica Enlid) • Marianne Pettersen, Margunn Haugenes (58. Linda Ørmen), Ann Kristin Aarønes Cheftrainer: Per-Mathias Høgmo | Dorthe Larsen (39. Christina Jensen) • Kamma Flæng, Lene Terp, Katrine Pedersen, Birgit Christensen (23. Karina Sefron), Anne Dot Eggers Nielsen (65. Janne Rasmussen), Louise Hansen, Rikke Brink , Christina Petersen • Gitte Krogh, Lene Jensen (56. Merete Pedersen, 70. Irene Stelling) Cheftrainer: Jørgen Hvidemose | Dänemark |
| Norwegen                                     | 1:0 Margun Haugenes (44.) 2:0 Unni Lehn (64.) 3:0 Linda Ørmen (82.) 4:0 Linda Medalen (84.) | 4:1 Kamma Flæng (87., Elfmeter) | Dänemark |
| Norwegen                                     | Anne Nielsen | | Dänemark |
| 21. März 1998 in Loulé                       | | |          |
| Ergebnis: 4:1 (1:0)                          | | |          |
| Zuschauer: 648                               | | |          |
| Schiedsrichterin: Ingrid Jonsson ( Schweden) | | |          |
| Spielbericht                                 | | |          |